# Jacques Bougie
Jacques Bougie (* 1947 in Montreal) ist ein kanadischer Manager.

## Leben
Jacques Bougie schloss im Jahr 1973 seine Rechtsstudien an der Université de Montréal ab und erhielt 1980 sein Diplom in Business Administration von der École des hautes études commerciales (Montreal) (HEC Montréal).
1979 startete Bougie bei Alcan als Manager der Beauharnois Werke, Tochter der Alcan Smelters and Chemicals Ltd. Zwischen 1981 und 1989 besetzte er diverse Management Positionen in Winnipeg, Toronto und Montreal, im Bereich Major Project Development, Planung und General Management, mit der Verantwortung Fertigungsproduktion in Nordamerika. Im Juli 1989 avancierte er zum Präsidenten und Chief Operating Officer der in Montreal ansässigen Alcan Aluminium Ltd., wurde im November 1993 zum CEO berufen und trat am 10. Januar 2001 von der Leitung des Unternehmens mit weltweit 56.000 Mitarbeitern zurück, kurz nachdem er die schweizerische Algroup (vormals Lonza Group) für Alcan akquiriert hatte.
Während sein Jahresgehalt 1999 noch bei 23,8 Millionen Dollar lag, verdiente er bereits ein Jahr später 120,5 Millionen Dollar. Das war zu diesem Zeitpunkt das zweithöchste Jahresgehalt in ganz Kanada.
Jacques Bougie hielt auch wichtige Aufsichtsratspositionen bei verschiedenen Firmen und Organisationen, wie z. B. der Royal Bank of Canada (1991–1999), der Bell Canada (1992–1999) und der BCE Mobile Communications, Inc. (1988–1995). Er war ebenfalls Vize-Präsident der BCNI (1998–2001) und Präsident des Canada-Japan Business Committees (1994–1999).
Derzeit ist er Chairman des International Advisory Council bei der CGI Group Inc. und Direktor der NOVA Chemicals Corporation, McCain Foods Ltd., RONA Inc. und Abitibi Consolidated Inc.

## Auszeichnungen
Bougie wurde im Jahr 1994 Offizier des Ordens von Kanada und ist seit 2016 Commander. 
Er erhielt im Jahr 2001 die Ehrendoktorwürde der HEC Montréal und im Jahr 2010 von der McGill University.